# Frederick Hawthorne
M. Frederick Hawthorne (Fort Scott, 1928) é um químico inorgânico estadunidense que realizou contribuições para o estudo de hidretos de boro, especialmente seus agregados atômicos.

## Reconhecimento
Hawthorne é amplamente reconhecido, sendo membro da Academia Nacional de Ciências.
- 1992: doutorado honorário da Faculdade de Matemática e Ciências da Universidade de Uppsala, na Suécia.[3]
- 1994: Prêmio Químico Pioneiro do Instituto Americano de Química.[4]
- 2009: Medalha Priestley da American Chemical Society.[5]
- 2012: Medalha Nacional de Ciências.[6]